# Johan Berendes den yngre
Johan Berendes, född 8 september 1603, död 10 februari 1652, var en svensk militär och ämbetsman; kammarråd, landshövding och president i Kommerskollegium. 

## Biografi
Johan Berendes var son till Joakim Berendes och Anna von Rosen, och äldre halvbror till generalmajoren i kavalleriet Fabian Berendes. Ätten är uradlig och bördig från Estland, och hade naturaliserats som svensk adel med Johan Berendes farfar Johan Berendes d.ä.
Född på Strömsberg i Östra Nyland verkade han först som militär. 1630 utmärkte han sig genom effektiv skatteindrivning för "Riksens krigsstats provision" och utnämndes till kammarråd 1632. Berndes var språkbegåvad och arbetade som diplomat och sändebud. För sin kunnighet inom bergsväsendet utnämndes han 1639 till vicepresident i det nyinrättade Generalbergsamtet. 
1641 blev han landshövding i Kopparbergs län, särskilt ansvarig för Kopparberget i samband med att Falun fick stadsprivilegier samma år. Berendes arbetade för stadens ekonomiska utveckling med mycket gott resultat, och under hans tid fördubblades avkastningen av Falu koppargruva och nådde sin största höjd. 
Berendes användes även för diplomatiska uppdrag. 1651 utnämndes han till president i Kommerskollegium med riksråds status, tog livligt del i riksdagsarbetet och uppträdde 1651 mot Karl Gustafs tronföljd. Sedan blev han även utsedd till överståthållare men dog strax därpå.
Johan Berendes skapade och utvecklade säterierna Sollentunaholm i nuvarande Sollentuna kommun och Hofsta i nuvarande Katrineholm.
Berendes var första gången gift med Margareta Wildeman till Tjusterby gård, dotter till Arvid Tönnesson Wildeman och Anna Björnram, men Anrep uppger att hon avled sexton veckor efter vigseln. Berendes gifte sig andra gången 1634 med friherrinnan Ingeborg Kurck vars mor var en friherrinna Oxenstierna af Mörby. I de båda äktenskapen föddes tre barn, men den ende sonen avled före fadern varmed den adliga ätten slocknade. År 1654 upphöjdes Johan Berendes båda döttrar till friherrinnor med sin farbror. En dotter i andra äktenskapet var överhovmästarinnan Märta Berendes.